# Šiško Horvat Majcan
Šiško Horvat Majcan (Zagreb, 23. rujna 1985.) je hrvatski kazališni i televizijski glumac.

## Životopis

### Rani život
Šiško Horvat Majcan rođen je i odrastao u Zagrebu. Maturirao je 2003. u Klasičnoj gimnaziji u Zagrebu. Godine 2003. upisao je studij grčkog i latinskog jezika na Filozofskom fakultetu u Zagrebu, a dvije godine poslije studij glume i lutkarstva na Umjetničkoj akademiji u Osijeku, koju završava 2010. godine.

### Glumačka karijera
Za vrijeme studiranja Šiško je radio u Gradskom kazalištu Joza Ivakić, Dječjem kazalištu Branko Mihaljević, HNK Varaždin, HNK Osijek, Hrvatski Dom Vukovar, a glumio je u predstavama kao što su Čudnovate zgode šegrta Hlapića, Dundo Maroje, Mačak u čizmama i mnogim drugima. Odigrao je i ulogu liječnika u telenoveli Dolina sunca, a snimio je nagrađenu radio-dramu Jerihonska ruža u režiji Anice Tomić.

## Filmografija

### Televizijske uloge
- Kumovi kao policajac Šime (2023.)
- Ruža vjetrova kao Zvone (2011. – 2012.)
- Dolina sunca kao dr. Boris Domić (2010.)

### Sinkronizacija
- "Film Angry Birds 2" kao Mile (2019.)
- "Coco i velika tajna" kao Mariachi (2017.)
- "Mumini na Azurnoj obali" kao Gusarski kapetan, bijela sjena, turist, pas, stanar livade, hotelski stanar, gradonačelnik i hotelski policajac (2016.)
- "Dobri dinosaur" kao Šime (2015.)

## Vanjske poveznice
- Šiško Horvat Majcan u internetskoj bazi filmova IMDb-u (engl.)